# Cyrenoidea
Super-famille
Synonymes
- voir paragraphe #Synonymes

Les Cyrenoidea sont une super-famille de mollusques bivalves aquatiques.

## Synonymes
- Corbiculoidea J.E. Gray, 1847[1]
- Cyrenoidoidea H. Adams & A. Adams, 1857 (1853)[1]

## Liste des familles
Selon World Register of Marine Species (25 novembre 2020) :
- famille Cyrenidae Gray, 1840
- famille Cyrenoididae H. Adams & A. Adams, 1857 (1853)
- famille Glauconomidae Gray, 1853